# (4792) Lycaon
(4792) Lycaon, désignation internationale (4792) Lykaon, est un astéroïde troyen jovien.

## Description
(4792) Lycaon est un astéroïde troyen jovien, camp troyen, c'est-à-dire situé au point de Lagrange L5 du système Soleil-Jupiter. Il présente une orbite caractérisée par un demi-grand axe de 5,262 UA, une excentricité de 0,091 et une inclinaison de 9,3° par rapport à l'écliptique.
Il est nommé en référence au personnage de la mythologie grecque Lycaon, acteur du conflit légendaire de la guerre de Troie.

## Compléments